# José Loreto Arismendi
José Loreto Arismendi (* 10. April 1898 in Caracas; † 20. Dezember 1979 ebenda) war ein venezolanischer Rechtsanwalt und Politiker.

## Werdegang
Arismendi erhielt seine Schulausbildung von 1904 bis 1907 am Colegio Católico Alemán, von 1907 bis 1912 am Colegio Francés und von 1912 bis 1914 am Liceo Caracas. Im Anschluss studierte er von 1914 bis 1919 an der Universidad Central de Venezuela und von 1919 bis 1921 an der Rechtswissenschaftlichen Fakultät der Universität von Paris.
Er war von 1924 bis 1936 Berater der Regierung des Distrito Federal in Rechtsfragen und danach als Anwalt tätig. Im Juli 1953 wurde er zum Erziehungsminister der Republik Venezuela ernannt. Im Februar 1956 machte ihn General Marcos Pérez Jiménez zu seinem Außenminister. Er blieb bis 1958 im Amt.

## Ehrungen
- 1953: Großkreuz des Verdienstordens der Bundesrepublik Deutschland